# ولاد إمبابة (مسلسل)
ولاد إمبابة هو مسلسل كوميدي مصري عرض لأول مره في شهر رمضان 2020 م تدور الأحداث في إطار كوميدي حول امرأة تلد 15 من الأبناء، وعندما يصبحون شباباً يبدأ صراع العائلة على الإرث. المسلسل من إخراج ممدوح زكي، وتأليف أيمن بكري، وإنتاج بلال صبري، ومن بطولة فريدة سيف النصر، وسعد الصغير، وعمرو رمزي، ومصطفى أبو سريع.

## ملخص القصة
- تدور الأحداث في إطار كوميدي حول امرأة تلد 15 من الأبناء، وعندما يصيرون شبابا يبدأ صراع العائلة على الإرث.

## طاقم التمثيل
- فريدة سيف النصر
- سعد الصغير
- عمرو رمزي
- مصطفى أبو سريع
- إيمان السيد
- غادة نافع
- شمس
- إسماعيل فرغلي
- محمد فاروق شيبا
- مراد فكري صادق
- هاني حسن الأسمر
- أمال قطب
- منير مكرم
- اسيا محمود
- سندريلا موافي
- محمد عبد الباري
- مونيكا
- سمية السالم
- أيمن كئة
- محمود عيسى
- محمد القاضي
- محمود رجب
- ياسمين علي
- شيرين النجار
- شيري ممدوح
- شادي شريف
- ميدو فايق
- دالي حسن
- قدري أبو الهول
- احمد عبد الخالق
- ماجد رفلة
- أحمد سعد (ميشو)
- ريهام نبيل
- محمد رضا
- هبة
- باسم شافعي
- منة أحمد
- شاهر المصري
- بوسي الوكيل
- مريم المصري
- ماجي مطران
- هند المالكي
- نورا
- منعم
- أحلام الجزائرية
- فاتن عوض
- اندرو رمزي
- اش اش
- محمود المرشدي
- ناصر الميرغني
- أمجد سمير
- حسين علولة
- احمد توتة
- مروة إبراهيم
- محمد العزب
- علاء فيفتي
- مصطفى أحمد شوقي
- أحمد الزواوي
- محمد ماهر
- سامر المنياوي
- راندا البحيري
- شريف خلوصى
- أيمن منصور
- مي عبد العزيز
- أيمن قنديل
- برلنتي فؤاد
- محمد حجاج
- ريم عبد المنعم
- محمد أبو زيد
- أيمن كشك
- أشرف عبد العزيز
- بانسيه
- محمد عبد الهادي
- اودي
- عصام الشاطر
- احمد منيب
- احمد عبد الخالق
- جمال حجازي
- برلنتي عامر
- طاهر أبو ليلة
- شريف عمر
- لطفي لبيب
- ايمان يوسف
- وفاء السيد
- عبد الله مشرف
- بوسي شاهين
- يسرا المسعودي
- أورتيجا
- أوكا
- ريكو
- نادر أبو الليف
- محمد احمد عبد الخالق ماندو
- مريم الشبح
- شهد الشبح
- مولي الشبح
- ياسين ماهر بوجي
- رفيف اسلام
- جنى اسلام
- اسلام مانو
- بوسي الباشا
- نوال عثمان
- مها عبد الكريم